# ياماغا (كوماموتو)
مدينة ياماغا (بالإنجليزية: Yamaga)‏ هي أحد المدن التابعة لمحافظة كوماموتو. تأسست رسميًا في 01/04/1954. ويقدر عدد سكانها بـ 56741 نسمة حسب تقدير مكتب الإحصاء الياباني لعام 2012. تبلغ مساحة ياماغا 299.67 كم2. بكثافة سكانية تبلغ 189 نسمة/كم2.

## توأمة
لياماغا (كوماموتو) اتفاقيات توأمة مع:
- تاكاهاشي